# Andrés Marder
Andrés Marder (* ) ist ein deutscher Kameramann.

## Leben
Anfang der neunziger Jahre, nach dem Abitur und dem folgenden Grundstudium der Architektur, begann Andrés Marder als Beleuchter, ab 1994 als Oberbeleuchter, in Film und Fernsehen zu arbeiten. Ab 2001 ist er vornehmlich als lichtsetzender Kameramann in der Werbung beschäftigt und seit 2011 konzentriert er sich vermehrt auf Spielfilme und Fernsehserien.

## Filmographie (Auswahl)
- 2011–2012: Sturmfrei (Fernsehserie, 24 Folgen)
- 2012–2014: Danni Lowinski (Fernsehserie, 14 Folgen)
- 2015: Nice places to die (Kinodokumentation)
- 2018: Dennstein & Schwarz – Sterben macht Erben (Fernsehreihe)
- 2019: Alte Bande
- 2019: Dennstein & Schwarz – Schuldenfalle
- 2020: Ein starkes Team: Abgetaucht (Fernsehreihe)
- 2020: Der Liebhaber meiner Frau
- 2020: Dennstein & Schwarz – Rufmord
- ab 2021: Der Zürich-Krimi (Fernsehreihe)
  - 2021: Borchert und der eisige Tod
  - 2021: Borchert und die Zeit zu sterben
  - 2023: Borchert und die Sünden der Vergangenheit
  - 2024: Borchert und die Stadt in Angst
- 2021: Die Diplomatin – Mord in St. Petersburg
- 2023: Spurlos in Athen